# Шиуффа, Фабио
Фабио Роша Шиуффа (порт.-браз. Fábio Rocha Chiuffa; род. 10 марта 1989 года в Сан-Паулу) — бразильский гандболист, правый крайний испанского клуба «Натурхаус Ла-Риоха». Игрок сборной Бразилии по гандболу, в составе которой принимал участие в Олимпийских играх 2016 года.

## Карьера

### Клубная
Фабио Шиуффа начинал свою профессиональную карьеру в Бразилии. В 2014 году Фабио перешёл в испанский клуб Сьюдад де Гвадалахара. По итогам сезона 2015/16, Фабио Шиуффа стал третьим в списке лучших бомбардиров чемпионата Испании. С сезона 2016/17 Фабио Шиуффа стал игроком датского клуба Колдинг.

### Карьера в сборной
Фабио Шиуффа выступает за сборную Бразилии. За сборную Бразилии Фабио Шиуффа сыграл 76 матчей и забросил 128 голов.